# Mesa (Arizona)

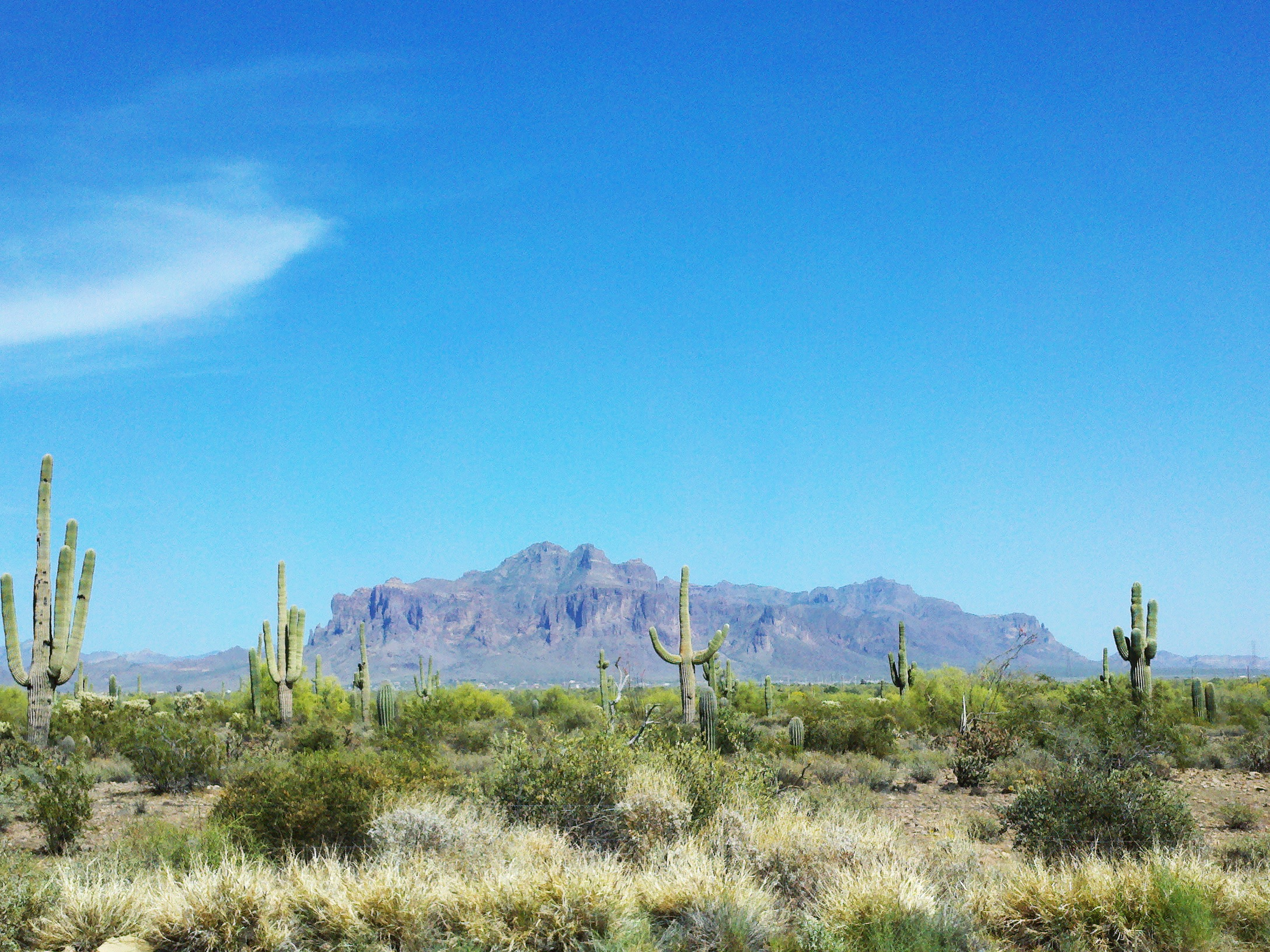
Na wschód od miasta wznoszą się Góry Przesądu

Mesa – miasto w Stanach Zjednoczonych, w stanie Arizona, w hrabstwie Maricopa. Mesa jest 3. największym miastem Arizony (po Phoenix i Tucson) oraz 36. w całym kraju, z populacją liczącą 504,3 tys. osób (2020). Miasto jest ośrodkiem szkolnictwa wyższego, włączając jednostki Arizona State University. W mieście rozwinął się przemysł spożywczy.
Położone jest 32 km na wschód od największego miasta Arizony, Phoenix, i jest częścią jego zespołu miejskiego. Od zachodu graniczy z miastem Tempe, od północy z Salt River Pima-Maricopa Indian Community, od południa z miastami Chandler i Gilbert, od wschodu natomiast z miastem Apache Junction.
Jest częścią obszaru metropolitalnego Phoenix (znanego jako Dolina Słońca), dziesiątego ze względu na wielkość w Stanach Zjednoczonych, zamieszkiwanego przez około 5 miliona osób (2022).
W 2017 roku uznane przez Pew Research Center za najbardziej konserwatywne duże miasto USA.

## Demografia
Według danych pięcioletnich z 2021 roku 75,1% mieszkańców stanowiła ludność biała (60,5% nie licząc Latynosów), 9,1% miało rasę mieszaną, 4,4% to czarnoskórzy Amerykanie lub Afroamerykanie, 2,3% to Azjaci, 2,2% to rdzenna ludność Ameryki i 0,3% to Hawajczycy i mieszkańcy innych wysp Pacyfiku. Latynosi stanowili 27,5% ludności miasta.
Do największych grup należą osoby pochodzenia meksykańskiego (23,3%), niemieckiego (12,9%), angielskiego (10,5%), irlandzkiego (8,2%), „amerykańskiego” (6,5%), afroamerykańskiego i włoskiego (3,3%). Odnotowano także ponad 10 tys. osób z polskim pochodzeniem (2%).

## Ludzie urodzeni w Mesa
- Troy Kotsur (ur. 1968) – głuchoniemy aktor odznaczony Oskarem
- Mike Lee (ur. 1971) – prawnik i polityk, senator
- Wayne Thiebaud(inne języki) (1920–2021) – malarz związany z ruchem pop-art
- Jake Shears (ur. 1978) – muzyk
- Danielle Fishel (ur. 1981) – aktorka, modelka i osobowość telewizyjna
- Misty Hyman (ur. 1979) – mistrzyni olimpijska w pływaniu
- Julie Ertz(inne języki) (ur. 1992) – reprezentantka USA w piłce nożnej
- Brea Bennett(inne języki) (ur. 1987) – aktorka filmów pornograficznych
- Art Bisch (1926–1958) – kierowca wyścigów samochodowych
- Jim Adkins (ur. 1975) – muzyk i gitarzysta
- Kelly Townsend(inne języki) (ur. 1968) – polityk, działaczka antyaborcyjna

## Miasta partnerskie
- Burnaby (Kanada)
- Caraz (Peru)
- Guaymas (Meksyk)
- Kaiping (Chiny)
- Upper Hutt (Nowa Zelandia)